# ميوزيك فور ريليف
ميوزيك فور ريليف (بالإنجليزية: Music for Relief)‏ هي مؤسسة خيرية غير ربحية تابعة لفرقة الروك الأمريكية لينكين بارك، أسَّستها الفرقة عام 2004، وتسعى إلى توفير مصادر أموال خيرية. أُسِّست المؤسسة عام 2004 لمعالجة أزمة تسونامي المحيط الهندي، ومنذ ذلك التاريخ وهي مخصصة للمساعدة في علاج المتضررين من الكوارث.